# نيل أور
نيل أور (بالإنجليزية: Neil Orr)‏ هو لاعب كرة قدم بريطاني في مركز الدفاع، ولد في 13 مايو 1959 في غرينوك في المملكة المتحدة. لعب مع كوين أوف ساوث ونادي سانت ميرين ونادي غرينوك مورتون ونادي هيبرنيان ووست هام يونايتد.